# Kloster Lehnin
Kloster Lehnin é um município da Alemanha, situado no distrito de Potsdam-Mittelmark, no estado de Brandemburgo. Tem 199,30 km² de área, e sua população em 2019 foi estimada em 10.894 habitantes.